# Рено де Монлозье, Франсуа Доминик де
Франсуа Доминик де Рено́, граф де Монлозье́ (фр. François Dominique de Reynaud de Montlosier; род. 16 апреля 1755, Клермон-Ферран — ум. 9 декабря 1838; Клермон-Ферран) — французский политик и историк-публицист.
Его имя присвоено виду ракообразных — «Amphionides reynaudii» (1832); французский зоолог Анри Мильн-Эдвардс, давший название, был его другом.

## Биография и творчество
Во время Французской революции, в учредительном собрании (1789) стоял за привилегии и авторитет короны, потом эмигрировал, жил в Кобленце, затем в Англии, где редактировал «Courrier de Londres»; во время консульства был послан во Францию предложить первому консулу Италию, если последний согласится на реставрацию Бурбонов. Вычеркнутый из списка эмигрантов (то есть судебно преследуемых во Франции), Монлозье получил позволение издавать в Париже свой журнал, чем воспользовался для восхваления первого консула.
Желая приблизить к себе старинную аристократию, Наполеон поручил Монлозье написать книгу о государственном строе Франции. Написанное по этому поводу Монлозье сочинение «De la monarchie française» (О французской монархии) совершенно не оправдало, однако, ожиданий императора. Монлозье доказывал в своей книге, что истинный народ Франции — феодальная аристократия, что третье сословие — народ пришлый, и что аристократия во все времена боролась лишь за свои неоспоримые права. Книга была издана лишь в 1814 году.
Несмотря на легитимизм и верность католицизму, Монлозье решительно не одобрял клерикальной реакции Бурбонов, которую в своих «Mémoires à consulter» (Париж, 1826) называл религиозно-политической системой, грозящей ниспровергнуть религию, общество и трон; на ту же тему написаны Монлозье «Jésuites» (1827), «De la puissance ecclésiastique» (1829), «Du prêtre» (1833) и другие брошюры, встреченные шумным одобрением либеральной партии. В 1832 году Людовик-Филипп назначил Монлозье пэром.
Перед его смертью духовенство хотело заставить его отречься от написанного им, но он отказался. Его похороны состоялись при громадном стечении народа.